# BQL (gruppo musicale)
I BQL sono un duo musicale pop sloveno fondato nel 2016 a Prevalje, composto dai fratelli Rok e Anej Piletič.

## Carriera
Prima della formazione del gruppo, i Piletič si sono fatti conoscere partecipando singolarmente a Slovenia's Got Talent. Rok ha partecipato alla prima e terza edizione, mentre Anej ha partecipato alla quarta edizione dove è riuscito ad arrivare fino alle fasi finali del programma.
Nel 2015 hanno iniziato a pubblicare varie cover sui propri social media, tra cui Ledena, cover del gruppo alternative rock Siddharta, che ha riscosso successo nazionale.
Nel 2016 hanno pubblicato il loro singolo di debutto Muza, sotto il nome BQL (pronunciato come "Be Cool"). Il brano è stato prodotto dai Maraaya, noti per aver rappresentato la Slovenia all'Eurovision Song Contest 2015. Il brano ha riscosso un grande successo, diventando uno dei più ascoltati nelle radio nazionali.
Nel 2017 si sono presentati ad EMA, la selezione slovena per l'Eurovision Song Contest, con il brano Heart of Gold. Durante la finale, i BQL sono arrivati primi nel televoto ma quarti nel voto delle giurie, classificandosi secondi dietro a Omar Naber. Nel maggio dello stesso anno hanno partecipato come ospiti al singolo dei Maraaya It's Complicated.
Nel 2018 hanno preso nuovamente parte ad EMA. Dopo aver superato la semifinale della manifestazione con il brano Ptica, durante la finale hanno presentato la versione in inglese intitolata Promise. Come è accaduto nell'anno precedente, il duo si è classificato nuovamente secondo dietro a Lea Sirk, nonostante il primo posto nel televoto. La loro terza partecipazione alla selezione eurovisiva slovena è stata nell'edizione del 2022 con il singolo Maj, terminata in terza posizione.

## Discografia

### Singoli
- 2016 – Muza
- 2017 – Heart of Gold
- 2017 – Ni predaje, ni umika (con Nika Zorjan)
- 2017 – Zimska
- 2018 – Promise/Ptica
- 2018 – Peru
- 2019 – Ko je ni
- 2019 – Na vrhu
- 2019 – Šampioni
- 2020 – Na frišno
- 2020 – Ko bo to za nama
- 2020 – Budala
- 2021 – Ulala
- 2022 – Maj

### Collaborazioni
- 2017 – It's Complicated/Sjaj (Maraaya feat. BQL)
- 2017 – White Christmas/Bel božič (con i Maraaya, Nika Zorjan, Manca Špik, Luka Basi, Klara Jazbec e Ula Ložar)
- 2018 – Vroče (come S.I.T., con Isaac Palma, Lina Kuduzović, Luka Sešek, Nika Zorjan, Luka Basi, i Drunking Devils, Klara Jazbec, gli Artifex, i Wildart, i F&B Acrobatics, Jernej Kozan, Simon Škrlec e Magic Aleksander)